# Juan Pérez Floristán
Juan Luis Pérez Floristán (Sevilla, 27 de febrero de 1993) es un pianista español. Ha obtenido, entre otros galardones, el primer premio  en el Concurso internacional de piano Paloma O'Shea en 2015 y el primer premio en el Concurso internacional de piano Arthur Rubinstein en 2021.

## Biografía
Nieto del célebre geógrafo Alfredo Floristán, e hijo de músicos, su padre es el director de orquesta Juan Luis Pérez García y su madre la pianista y profesora María Floristán. Tomó las primeras lecciones en el ámbito familiar de la mano de su madre, posteriormente inició estudios reglados en el conservatorio de los Bermejales en Sevilla, trasladándose a Madrid para continuar su formación en la Escuela Superior de Música Reina Sofía con Galina Eguiazárova y posteriormente en la Hochschule für Musik Hanns Eisler de Berlín con Eldar Nebolsín, ciudad donde residía en 2015. A lo largo de su formación musical ha recibido clases y consejos de grandes intérpretes, entre otros  Ana Guijarro, Daniel Barenboim, Elisabeth Leonskaja y Javier Perianes.
Realizó su primer recital en solitario a los 12 años en el conservatorio Francisco Guerrero de Sevilla, posteriormente ha actuado en numerosas ocasiones, destacando tres conciertos junto a la Real Orquesta Sinfónica de Sevilla en el Teatro de la Maestranza de Sevilla y el concierto celebrado en 2009 en el Teatro Monumental de Madrid, en el que interpretó el concierto para piano n.º 2 de Shostakóvich junto a la Orquesta Sinfónica de Radio Televisión Española. En 2012, participó en la 11.ª edición del Festival de Piano Rafael Orozco.
En marzo de 2023, presentó un espacio de entrevistas en YouTube llamado Y tú, ¿de quién eres?, donde ha entrevistado a artistas como Rocío Márquez, Pedro Casablanc o Patricia Guerrero.

## Premios
Ha recibido los siguientes premios:
- Primer premio del concurso de piano Marisa Montiel de Linares en la categoría infantil (2007), cuando tenía catorce años.[8]
- Primer premio en el VII Concurso Nacional de Piano de El Ejido (2014).[8]
- Primer premio y premio del público del Concurso internacional de piano Paloma O'Shea (2015) celebrado en Santander.[9] Fue el segundo español, tras Josep Colom en 1978, en obtener el primer premio.[10]
- Premio Steinway de Berlín (2015).[11]
- Primer premio en el Kissinger Klavierolymp (Olimpiadas de piano de Kissingen) (2018) en Alemania.[12]
- Primer premio en el Concurso internacional de piano Arthur Rubinstein (mayo de 2021), celebrado en Tel Aviv.[2]

## Grabaciones
- 2013: Ravel, M. - Edition Klavier-Festival Ruhr, Vol. 29 (WDR)

- 2013: Schubert, F.; Debussy, C.; Falla, M.; Bartók, B.; List, F.; Ginastera, A. - Edition Klavier-Festival Ruhr, Vol. 30 (WDR)[6]

- 2017: Listz F.; Schumann, R. - Juan Pérez Floristán Recital (Naxos Records)[13]

- 2018: Brahms, J. - Complete Clarinet Sonatas & Trio con Pablo Barragán y Andrei Ionita (IBS Classical)

- 2020: Isaac Albéniz, Manuel de Falla, Joaquín Turina, Enrique Granados, Pedro Vilarroig. Spanish Music in the XX Century con BBC Concert Orchestra y Alfonso Casado Trigo (BBC)